# Sportverein Wehen 1926 Taunusstein 2019-2020
Questa voce raccoglie le informazioni riguardanti lo Sportverein Wehen 1926 Taunusstein nelle competizioni ufficiali della stagione 2019-2020.

## Stagione
Nella stagione 2019-2020 il Wehen Wiesbaden, allenato da Rüdiger Rehm, concluse il campionato di 2. Bundesliga al 17º posto e fu retrocesso in 3. Liga. In Coppa di Germania il Wehen Wiesbaden fu eliminato al primo turno dal Colonia.

## Rosa
| N. |                     | Ruolo | Calciatore         |
| -- | ------------------- | ----- | ------------------ |
| 1  | Germania (bandiera) | P     | Lukas Watkowiak    |
| 2  | Germania (bandiera) | D     | Dominik Franke     |
| 3  | Germania (bandiera) | D     | Tobias Mißner      |
| 4  | Germania (bandiera) | D     | Sascha Mockenhaupt |
| 5  | Germania (bandiera) | D     | Benedikt Röcker    |
| 6  | Germania (bandiera) | C     | Tobias Schwede     |
| 7  | Germania (bandiera) | C     | Max Dittgen        |
| 8  | Germania (bandiera) | A     | Phillip Tietz      |
| 9  | Germania (bandiera) | A     | Manuel Schäffler   |
| 10 | Polonia (bandiera)  | C     | Sebastian Mrowca   |
| 11 | Germania (bandiera) | C     | Nicklas Shipnoski  |
| 13 | Croazia (bandiera)  | C     | Jakov Medić        |
| 14 | Germania (bandiera) | C     | Jules Schwadorf    |
| 15 | Germania (bandiera) | C     | Paterson Chato     |
| 16 | Germania (bandiera) | D     | Niklas Dams        |
| 17 | Ghana (bandiera)    | A     | Daniel-Kofi Kyereh |
| 18 | Germania (bandiera) | C     | Jan Vogel          |
| 19 | Germania (bandiera) | D     | Michel Niemeyer    |

| N. |                        | Ruolo | Calciatore            |
| -- | ---------------------- | ----- | --------------------- |
| 20 | Germania (bandiera)    | D     | Moritz Kuhn           |
| 21 | Germania (bandiera)    | C     | Patrick Schönfeld     |
| 22 | Germania (bandiera)    | C     | Marvin Ajani          |
| 24 | Germania (bandiera)    | C     | Jeremias Lorch        |
| 25 | Germania (bandiera)    | P     | Jan Albrecht          |
| 26 | Germania (bandiera)    | C     | Marcel Titsch-Rivero  |
| 27 | Germania (bandiera)    | D     | Michael Guthörl       |
| 28 | Turchia (bandiera)     | D     | Gökhan Gül            |
| 29 | Germania (bandiera)    | P     | Jan-Christoph Bartels |
| 30 | Germania (bandiera)    | P     | Marjan Petković       |
| 31 | Germania (bandiera)    | P     | Arthur Lyska          |
| 32 | Germania (bandiera)    | A     | Stefan Aigner         |
| 33 | Germania (bandiera)    | D     | Marc Wachs            |
| 34 | Austria (bandiera)     | P     | Heinz Lindner         |
| 37 | Germania (bandiera)    | C     | Sidney Friede         |
| 39 | Germania (bandiera)    | A     | Törles Knöll          |
| 40 | Stati Uniti (bandiera) | C     | Giona Leibold         |

## Organigramma societario
Area tecnica
- Allenatore: Rüdiger Rehm
- Allenatore in seconda: Mike Krannich
- Preparatore dei portieri: Marjan Petković
- Preparatori atletici: Sebastian Wagener

## Calciomercato

### Sessione estiva
| Acquisti | Acquisti              | Acquisti              | Acquisti |
| R.       | Nome                  | da                    | Modalità |
| -------- | --------------------- | --------------------- | -------- |
| A        | Stefan Aigner         | Uerdingen 05          |          |
| A        | Törles Knöll          | Norimberga            |          |
| C        | Tobias Schwede        | Paderborn             |          |
| C        | Marvin Ajani          | Hallescher            |          |
| P        | Jan-Christoph Bartels | Colonia               |          |
| C        | Paterson Chato        | Sportfreunde Lotte    |          |
| A        | Cedric Euschen        | Norimberga II         |          |
| D        | Dominik Franke        | Wolfsburg             |          |
| D        | Michael Guthörl       | Greuther Fürth II     |          |
| P        | Arthur Lyska          | Wehen Wiesbaden U19   |          |
| C        | Jakov Medić           | Norimberga II         |          |
| D        | Tobias Mißner         | Borussia Dortmund U19 |          |
| D        | Michel Niemeyer       | Magdeburgo            |          |
| D        | Benedikt Röcker       | Brøndby               |          |
| A        | Phillip Tietz         | Carl Zeiss Jena       |          |
| C        | Jan Vogel             | Wehen Wiesbaden U19   |          |

| Cessioni | Cessioni           | Cessioni      | Cessioni |
| R.       | Nome               | a             | Modalità |
| -------- | ------------------ | ------------- | -------- |
| A        | Cedric Euschen     | Saarbrücken   |          |
| A        | Simon Brandstetter | Magonza II    |          |
| A        | Agyemang Diawusie  | Ingolstadt 04 |          |
| A        | Florian Hansch     | Hallescher    |          |
| P        | Markus Kolke       | Hansa Rostock |          |
| D        | Alf Mintzel        | SG Walluf     |          |
| D        | Giuliano Modica    | Magonza II    |          |
| D        | Sören Reddemann    | Chemnitz      |          |
| C        | Niklas Schmidt     | Osnabrück     |          |

### Sessione invernale
| Acquisti | Acquisti      | Acquisti       | Acquisti |
| R.       | Nome          | da             | Modalità |
| -------- | ------------- | -------------- | -------- |
| C        | Sidney Friede | Hertha Berlino |          |

| Cessioni | Cessioni | Cessioni | Cessioni |
| R.       | Nome     | a        | Modalità |
| -------- | -------- | -------- | -------- |

## Risultati

### 2. Bundesliga

#### Girone di andata
| Arbitro: | Dingert |

|            |           |                        |
| Kyereh 90’ | Marcatori | 15’ Pourié 61’ Hofmann |

| Arbitro: | Kempter |

|                                     |           |                       |
| Krüger 19’ Nəzərov 35’ Baumgart 82’ | Marcatori | 43’ Tietz 89’ Dittgen |

| Arbitro: | Gerach |

|  |           |                                     |
|  | Marcatori | 28’, 76’ (rig.) Ducksch 56’ Muslija |

| Arbitro: | Schlager |

|                                             |           |                                |
| Bapoh 56’ Osei-Tutu 87’ Ganvoula 90’ (rig.) | Marcatori | 10’, 45’ Schäffler 19’ Dittgen |

| Arbitro: | Siebert |

|  |           |                                                   |
|  | Marcatori | 34’, 60’, 76’ Grüttner 42’ (aut.) Kuhn 85’ George |

| Arbitro: | Kempkes |

|                                 |           |               |
| Keita-Ruel 81’ Green 90’ (rig.) | Marcatori | 46’ Schäffler |

| Arbitro: | Alt |

|                   |           |                                                        |
| Schäffler 4’, 56’ | Marcatori | 20’ Soukou 34’, 73’ Klos 43’ Edmundsson 52’ Voglsammer |

| Arbitro: | Cortus |

|                        |           |  |
| Dams 23’ Schäffler 83’ | Marcatori |  |

| Arbitro: | Pfeifer |

|               |           |                   |
| Ghaddioui 11’ | Marcatori | 3’, 18’ Schäffler |

| Wiesbaden 19 ottobre 2019, ore 13:00 CEST 10ª giornata | Wehen Wiesbaden | 0 – 0 referto | Heidenheim | BRITA-Arena (5 023 spett.)\| Arbitro: \| Sather \| |
| Arbitro:                                               | Sather          |               |            |                                                    |

| Sandhausen 28 ottobre 2019, ore 20:30 CET 11ª giornata | Sandhausen | 0 – 0 referto | Wehen Wiesbaden | Hardtwaldstadion (5 965 spett.)\| Arbitro: \| Koslowski \| |
| Arbitro:                                               | Koslowski  |               |                 |                                                            |

| Arbitro: | Rohde |

|           |           |              |
| Knöll 90’ | Marcatori | 48’ Kinsombi |

| Arbitro: | Petersen |

|                |           |  |
| Jeremejeff 41’ | Marcatori |  |

| Arbitro: | Siewer |

|                                     |           |                                                                  |
| Schäffler 5’ (rig.), 52’ Kyereh 30’ | Marcatori | 8’ Iyoha 21’, 27’ (rig.) Mühling 29’ Serra 50’ Özcan 90’ Meffert |

| Arbitro: | Stegemann |

|  |           |                         |
|  | Marcatori | 4’ Schäffler 48’ Kyereh |

| Wiesbaden 8 dicembre 2019, ore 13:30 CET 16ª giornata | Wehen Wiesbaden | 0 – 0 referto | Darmstadt | BRITA-Arena (8 034 spett.)\| Arbitro: \| Jöllenbeck \| |
| Arbitro:                                              | Jöllenbeck      |               |           |                                                        |

| Arbitro: | Kempter |

|                               |           |               |
| Gyökeres 22’, 90’ Veerman 86’ | Marcatori | 70’ Schäffler |

#### Girone di ritorno
| Arbitro: | Hartmann |

|  |           |           |
|  | Marcatori | 69’ Knöll |

| Arbitro: | Ittrich |

|           |           |  |
| Chato 14’ | Marcatori |  |

| Arbitro: | Gräfe |

|                            |           |                       |
| Haraguchi 82’ Teuchert 87’ | Marcatori | 37’ Aigner 90’ Röcker |

| Arbitro: | Siebert |

|  |           |            |
|  | Marcatori | 39’ Zoller |

| Arbitro: | Sather |

|              |           |  |
| Wekesser 52’ | Marcatori |  |

| Arbitro: | Heft |

|            |           |             |
| Kyereh 18’ | Marcatori | 49’ Nielsen |

| Arbitro: | Brych |

|          |           |  |
| Klos 74’ | Marcatori |  |

| Arbitro: | Kempkes |

|                    |           |                                                         |
| Girth 3’ Heyer 45’ | Marcatori | 5’, 26’, 45’ Schäffler 7’ Dittgen 15’ Aigner 90’ Kyereh |

| Arbitro: | Stegemann |

|                                |           |              |
| Schäffler 50’ Tietz 90’ (rig.) | Marcatori | 83’ González |

| Arbitro: | Gerach |

|          |           |  |
| Mohr 70’ | Marcatori |  |

| Arbitro: | Alt |

|  |           |               |
|  | Marcatori | 45’ Diekmeier |

| Arbitro: | Thomsen |

|                                  |           |                           |
| Kinsombi 14’, 76’ Pohjanpalo 27’ | Marcatori | 12’, 57’ (rig.) Schäffler |

| Arbitro: | Kempkes |

|                     |           |                                           |
| Kyereh 23’ Kuhn 25’ | Marcatori | 9’ (aut.) Franke 44’ Schmidt 88’ Makienok |

| Arbitro: | Jablonski |

|          |           |                      |
| Wahl 21’ | Marcatori | 40’ Lorch 56’ Aigner |

| Arbitro: | Schlager |

|  |           |                                                |
|  | Marcatori | 7’, 41’, 65’ Hack 38’, 58’ Sørensen 83’ Zreľák |

| Arbitro: | Schmidt |

|                                |           |              |
| Dursun 63’ Paik 77’ Heller 86’ | Marcatori | 5’ Schäffler |

| Arbitro: | Dingert |

|                                            |           |                             |
| Aigner 11’, 38’ Tietz 12’, 62’ (rig.), 66’ | Marcatori | 25’ Zander 32’, 72’ Veerman |

### Coppa di Germania
| Arbitro: | Schröder |

|                               |                      |                                         |
| Lorch 53’, 56’ Kyereh 118’    | Marcatori            | 39’ Córdoba 42’ Kainz 107’ Schaub       |
| Kuhn Gül Guthörl Kyereh Ajani | Tiri di rigore 2 – 3 | Terodde Kainz Modeste Hector Verstraete |

## Statistiche

### Statistiche di squadra
| Competizione      | Punti | In casa | In casa | In casa | In casa | In casa | In casa | In trasferta | In trasferta | In trasferta | In trasferta | In trasferta | In trasferta | Totale | Totale | Totale | Totale | Totale | Totale | DR  |
| Competizione      | Punti | G       | V       | N       | P       | Gf      | Gs      | G            | V            | N            | P            | Gf           | Gs           | G      | V      | N      | P      | Gf     | Gs     | DR  |
| ----------------- | ----- | ------- | ------- | ------- | ------- | ------- | ------- | ------------ | ------------ | ------------ | ------------ | ------------ | ------------ | ------ | ------ | ------ | ------ | ------ | ------ | --- |
| 2. Bundesliga     | 34    | 17      | 4       | 4       | 9       | 20      | 38      | 17           | 5            | 3            | 9            | 25           | 27           | 34     | 9      | 7      | 18     | 45     | 65     | -20 |
| Coppa di Germania | -     | 1       | 0       | 1       | 0       | 3       | 3       | 0            | 0            | 0            | 0            | 0            | 0            | 1      | 0      | 1      | 0      | 3      | 3      | 0   |
| Totale            | 34    | 18      | 4       | 5       | 9       | 23      | 41      | 17           | 5            | 3            | 9            | 25           | 27           | 35     | 9      | 8      | 18     | 48     | 68     | -20 |

### Andamento in campionato
| Giornata  | 1  | 2  | 3  | 4  | 5  | 6  | 7  | 8  | 9  | 10 | 11 | 12 | 13 | 14 | 15 | 16 | 17 | 18 | 19 | 20 | 21 | 22 | 23 | 24 | 25 | 26 | 27 | 28 | 29 | 30 | 31 | 32 | 33 | 34 |
| --------- | -- | -- | -- | -- | -- | -- | -- | -- | -- | -- | -- | -- | -- | -- | -- | -- | -- | -- | -- | -- | -- | -- | -- | -- | -- | -- | -- | -- | -- | -- | -- | -- | -- | -- |
| Luogo     | C  | T  | C  | T  | C  | T  | C  | C  | T  | C  | T  | C  | T  | C  | T  | C  | T  | T  | C  | T  | C  | T  | C  | T  | T  | C  | T  | C  | T  | C  | T  | C  | T  | C  |
| Risultato | P  | P  | P  | N  | P  | P  | P  | V  | V  | N  | N  | N  | P  | P  | V  | N  | P  | V  | V  | N  | P  | P  | N  | P  | V  | V  | P  | P  | P  | P  | V  | P  | P  | V  |
| Posizione | 13 | 17 | 18 | 18 | 18 | 18 | 18 | 18 | 18 | 18 | 18 | 17 | 18 | 18 | 17 | 17 | 17 | 17 | 16 | 15 | 16 | 17 | 17 | 17 | 16 | 16 | 17 | 17 | 17 | 17 | 17 | 17 | 17 | 17 |

Legenda:

Luogo: C = Casa; T = Trasferta. Risultato: V = Vittoria; N = Pareggio; P = Sconfitta.

### Statistiche dei giocatori
| Giocatore        | 2. Bundesliga | 2. Bundesliga | 2. Bundesliga | 2. Bundesliga | Coppa di Germania | Coppa di Germania | Coppa di Germania | Coppa di Germania | Totale   | Totale | Totale      | Totale     |
| Giocatore        | Presenze      | Reti          | Ammonizioni   | Espulsioni    | Presenze          | Reti              | Ammonizioni       | Espulsioni        | Presenze | Reti   | Ammonizioni | Espulsioni |
| ---------------- | ------------- | ------------- | ------------- | ------------- | ----------------- | ----------------- | ----------------- | ----------------- | -------- | ------ | ----------- | ---------- |
| S. Aigner        | 23            | 5             | 6             | 1             | 0                 | 0                 | 0                 | 0                 | 23       | 5      | 6           | 1          |
| M. Ajani         | 20            | 0             | 4             | 0             | 1                 | 0                 | 0                 | 0                 | 21       | 0      | 4           | 0          |
| J. Albrecht      | 0             | 0             | 0             | 0             | 0                 | 0                 | 0                 | 0                 | 0        | 0      | 0           | 0          |
| J. Bartels       | 1             | 0             | 0             | 0             | 0                 | 0                 | 0                 | 0                 | 1        | 0      | 0           | 0          |
| B. Bischof       | 0             | 0             | 0             | 0             | 0                 | 0                 | 0                 | 0                 | 0        | 0      | 0           | 0          |
| P. Chato         | 26            | 1             | 3             | 1             | 1                 | 0                 | 0                 | 0                 | 27       | 1      | 3           | 1          |
| N. Dams          | 27            | 1             | 3             | 0             | 0                 | 0                 | 0                 | 0                 | 27       | 1      | 3           | 0          |
| M. Dittgen       | 32            | 3             | 6             | 0             | 1                 | 0                 | 0                 | 0                 | 33       | 3      | 6           | 0          |
| C. Euschen       | 0             | 0             | 0             | 0             | 0                 | 0                 | 0                 | 0                 | 0        | 0      | 0           | 0          |
| D. Franke        | 10            | 0             | 1             | 0             | 1                 | 0                 | 1                 | 0                 | 11       | 0      | 2           | 0          |
| S. Friede        | 1             | 0             | 0             | 0             | 0                 | 0                 | 0                 | 0                 | 1        | 0      | 0           | 0          |
| M. Guthörl       | 3             | 0             | 0             | 0             | 1                 | 0                 | 0                 | 0                 | 4        | 0      | 0           | 0          |
| G. Gül           | 9             | 0             | 1             | 0             | 1                 | 0                 | 0                 | 0                 | 10       | 0      | 1           | 0          |
| T. Knöll         | 18            | 2             | 1             | 0             | 0                 | 0                 | 0                 | 0                 | 18       | 2      | 1           | 0          |
| M. Kuhn          | 22            | 1             | 3             | 0             | 1                 | 0                 | 0                 | 0                 | 23       | 1      | 3           | 0          |
| D. Kyereh        | 28            | 6             | 5             | 1             | 1                 | 1                 | 0                 | 0                 | 29       | 7      | 5           | 1          |
| G. Leibold       | 0             | 0             | 0             | 0             | 0                 | 0                 | 0                 | 0                 | 0        | 0      | 0           | 0          |
| H. Lindner       | 23            | 0             | 0             | 0             | 0                 | 0                 | 0                 | 0                 | 23       | 0      | 0           | 0          |
| J. Lorch         | 20            | 1             | 3             | 0             | 1                 | 2                 | 1                 | 0                 | 21       | 3      | 4           | 0          |
| A. Lyska         | 0             | 0             | 0             | 0             | 0                 | 0                 | 0                 | 0                 | 0        | 0      | 0           | 0          |
| J. Medić         | 13            | 0             | 1             | 0             | 0                 | 0                 | 0                 | 0                 | 13       | 0      | 1           | 0          |
| T. Mißner        | 0             | 0             | 0             | 0             | 0                 | 0                 | 0                 | 0                 | 0        | 0      | 0           | 0          |
| S. Mockenhaupt   | 32            | 0             | 5             | 0             | 1                 | 0                 | 1                 | 0                 | 33       | 0      | 6           | 0          |
| S. Mrowca        | 25            | 0             | 7             | 1             | 1                 | 0                 | 0                 | 0                 | 26       | 0      | 7           | 1          |
| M. Niemeyer      | 16            | 0             | 1             | 0             | 1                 | 0                 | 0                 | 0                 | 17       | 0      | 1           | 0          |
| M. Petković      | 0             | 0             | 0             | 0             | 0                 | 0                 | 0                 | 0                 | 0        | 0      | 0           | 0          |
| B. Röcker        | 20            | 1             | 5             | 1             | 1                 | 0                 | 0                 | 0                 | 21       | 1      | 5           | 1          |
| J. Schwadorf     | 1             | 0             | 1             | 0             | 0                 | 0                 | 0                 | 0                 | 1        | 0      | 1           | 0          |
| T. Schwede       | 23            | 0             | 2             | 1             | 0                 | 0                 | 0                 | 0                 | 23       | 0      | 2           | 1          |
| M. Schäffler     | 32            | 19            | 10            | 0             | 0                 | 0                 | 0                 | 0                 | 32       | 19     | 10          | 0          |
| P. Schönfeld     | 3             | 0             | 0             | 0             | 0                 | 0                 | 0                 | 0                 | 3        | 0      | 0           | 0          |
| N. Shipnoski     | 12            | 0             | 3             | 0             | 1                 | 0                 | 0                 | 0                 | 13       | 0      | 3           | 0          |
| P. Tietz         | 17            | 5             | 2             | 0             | 0                 | 0                 | 0                 | 0                 | 17       | 5      | 2           | 0          |
| M. Titsch-Rivero | 18            | 0             | 2             | 0             | 0                 | 0                 | 0                 | 0                 | 18       | 0      | 2           | 0          |
| J. Vogel         | 0             | 0             | 0             | 0             | 0                 | 0                 | 0                 | 0                 | 0        | 0      | 0           | 0          |
| M. Wachs         | 0             | 0             | 0             | 0             | 0                 | 0                 | 0                 | 0                 | 0        | 0      | 0           | 0          |
| L. Watkowiak     | 11            | 0             | 0             | 0             | 1                 | 0                 | 0                 | 0                 | 12       | 0      | 0           | 0          |